# Szporádok
A Szporádok (görögül Σποράδες [szporadesz]) szigetcsoport az Égei-tengeren, Görögországban. Az elnevezás jelentése: elszórt, sporadikus. A csoport Thesszália és Közép-Görögország partjainál fekszik Éviától északkeletre.

## A Szporádok szigetei
A csoporthoz 11 nagyobb és több kisebb sziget tartozik. A 4 lakott sziget:
- Alonniszosz
- Szkíathosz
- Szkopelosz
- Szkírosz

A 7 lakatlan sziget:
- Cúngria
- Giúra
- Küra Panagia
- Perisztera
- Piperi
- Szkancúra

## A „Déli Szporádok”
Egyes értelmezések szerint a fent említett szigetek alkotják az „Északi Szporádokat”, míg a „Déli Szporádok” közé tartoznak a Kükládok és a Dodekanészosz-szigetcsoport.

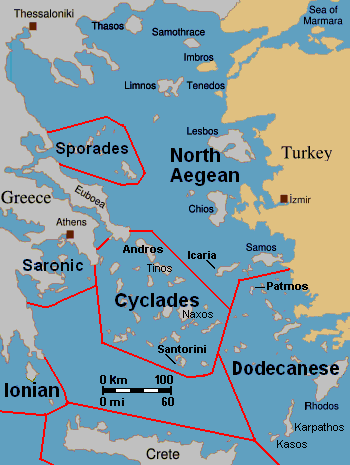
Görög szigetcsoportok